# 매튜 포레타
매튜 포레타(Matthew Porretta, 1965년 5월 29일 ~ )는 미국의 성우, 영화배우, 텔레비전 배우이다.
대리엔에서 태어났다.

## 영화
- 울브스(영어판) (2016년)
- 드림 워리어 (2003년)
- 케이트의 중독 (1999년)
- 더 뉴 어드벤처 오브 로빈 훗 (1997년)
- 못말리는 드라큐라 (1995년)
- 못말리는 로빈 훗 (1993년) - 윌 스칼렛 오하라 역
- 비버리힐즈의 아이들 (1990년)